# アフラムム・アングスティフォリウム
アフラムム・アングスティフォリウム（学名: Aframomum angustifolium）は、ショウガ科アフラモムム属に分類される植物。中部アフリカから南部アフリカ、マダガスカル島の、サバナ気候分布地域に分布している。

## 特徴
多年生の草本植物。茎が成長し、丈は1-4mほどになる。
葉は落葉性で緑色をしている。花はラッパ状で、黄色またはピンク色のどちらか。花弁は赤く、唇弁は淡いオレンジ色もしくは黄色である。
果実は卵形もしくはやや球形で、長さ7-9.5cm。熟れると赤くなる。
茎はとても硬い。茎からはアンズのようなフルーティーな香りと、わずかにコショウのような香りがする。
種子は、コショウやカルダモンのようなスパイシーで刺激的な味がし、後味に少し酸味がある。
根は水分とミネラルが豊富。

## 人間との関係
アフラムム・アングスティフォリウムは、医療があまり発達していないアフリカ（コンゴ共和国、コンゴ民主共和国など）で薬用植物として使用されており、接種方法は経口投与が最も一般的で、次に皮膚からの接種、眼球からの接種となっている。
実際に効果があるのかを検証するために行った調査では、以下のようなものが含まれており、実際に人体に良いことが判明した。
- 精油
- ミネラル
- 脂質
- 炭水化物
- タンパク質
- サポニン
- タンニン
- アルカロイド
- ステロイド
- 強心配糖体
- フラボノイド
- テルペノイド

以上の内、アフラムム・アングスティフォリウムは精油を最も含んでいることがわかっている。精油の成分は以下の通り：
- β-ピネン
- β-カリオフィレン
- Cis-酢酸ピノカルビル
- 酢酸ミルテニル
- Trans-酢酸ピノカビル
- 酸化カリオフィレン
- サビネン
- α-フムレン
- α-テルピネオール

以上の内、β-カリオフィレン、β-ピネン、α-ピネンなどの成分は、抗炎症、抗癌などに繋がる。
ほか、アフラムム・アングスティフォリウムから抽出したエーテルやメタノールは黄色ブドウ球菌および大腸菌に対する抗菌性を持っていることが判明している。
食用としても用いられ、根（水分・ミネラルが豊富）、種子・果実（スパイシーな味、少し酸味）、茎（フルーティーな味）と、植物の全体が使用されている。

## シノニム

### 同タイプ異名（homotypic synonym）
出典: 
- Amomum angustifolium (1782)
- Amomum meleguetta (1792)
- Cardamomum angustifolium (1891)
- Marogna paludosa (1812)
- Zingiber meleguetta (1788)

### 異タイプ異名（heterotypic synonym）
出典: 
- Aframomum baumannii (1904)
- Aframomum sanguineum (1904)
- Aframomum sceleratum (1917)
- Amomum clusii (1818)
- Amomum madagascariense (1783)
- Amomum nemorosum (1837)
- Amomum sanguineum (1892)
- Amomum sansibaricum (1901)
- Cardamomum clusii (1891)
- Cardamomum melegueta (1891)